# 윤희정 (1983년)
윤희정(1983년 11월 18일 ~ )은 대한민국의 배우 겸 모델이다.

## 학력
순천향대학교 글로벌경영대학 경영학 학사

## 경력
TV 드라마
- 1993년 EBS 교육방송 《국교산수》(데뷔)
- 1994년 KBS2드라마《무지개를 타는 사람들》
- 1994년 KBS2 드라마 《상사와 아내》
- 1994년 KBS1 특집드라마 《박정희시대》
- 1995년 KBS2 일일드라마《좋은남자좋은여자》
- 1996년 SBS 대하드라마 《임꺽정》

TV 광고
- 2002 광고 배상면주가 산사춘 출연

모델 
- 2002 잡지 건강다이제스트 표지모델